# Kvinde på kærre
Kvinde på kærre er en skulptur af kunstneren Alberto Giacometti. Skulpturen er placeret foran Det Gamle Rådhus i Holstebro og bliver i folkemunde kaldt for ”Maren å æ Woun”.

## Baggrund for købet og blandet modtagelse
Skulpturen blev skabt af Giacometti i 1942 i Geneve og blev støbt i bronze i 1963. Skulpturen ejes i dag af Holstebro Kommune, som købte den i 1966 for 210.000 kr., hvoraf Ny Carlsbergfondet bidrog med 60.000 kr. Baggrunden for købet var, at Holstebro Kommune i midten af 1960'erne ønskede en aktiv kulturpolitik, og man nedsatte derfor bl.a. et udsmykningsudvalg, der skulle stå for indkøb af kunst til det offentlige rum. I udvalget sad den kommende direktør for Holstebro Kunstmuseum Poul Vad, der var ansat som kunstkonsulent. Efter beslutningen om at købe skulpturen fra et galleri i Paris blev den opstillet foran Holstebro Kirke, hvor borgmester Kaj K. Nielsen to dage efter kommunalvalget kunne afsløre nyindkøbet for offentligheden den 10. marts 1966; samme dag som skulpturen Knælende dreng af billedhuggeren Astrid Noack blev opstillet og præsenteret i byen.
Skulpturen fik en blandet modtagelse af byens indbyggere, hvoraf nogle mente, at kommunen havde spildt skatteborgernes penge, mens andre roste kommunens fremsynethed og dens evne til at tænke utraditionelt. I den første tid blev der lagt madpakker foran skulpturen, da nogle var af den opfattelse, at den tynde dame trængte til noget at spise. Giacometti døde i januar 1966, og i byen sagde man, at han døde af grin over det store beløb, som kommunen havde betalt for kunstværket.

## 40 års jubilæum og hærværk
I 1978 blev skulpturen flyttet til sin nuværende plads foran Det Gamle Rådhus. I 2006 fejrede man den 10. marts 40-året for afsløringen, og i den forbindelse holdt direktøren for Holstebro Kunstmuseum, Folke Kjems, en tale, hvori han betonede skulpturens betydning som et væsentligt symbol på Holstebros udvikling som kulturby. I talen kom Kjems også ind på en analyse af værket, som han betegnede som et af det 20. århundredes hovedværker.
Den 30. maj 2006 kunne man om morgenen konstatere, at skulpturen havde været udsat for hærværk (eller et kluntet tyveriforsøg), idet ukendte gerningsmænd i løbet af natten havde bøjet skulpturen. Skulpturen blev repareret, og i 2008 var den i et halvt år udlånt til Louisiana i forbindelse med museets jubilæumsudstilling om Giacometti. Skulpturen blev efter hjemkomsten til Holstebro opbevaret på byens kunstmuseum, mens man i byrådet fandt frem til en løsning, der i fremtiden kunne sikre skulpturen, der af eksperter på daværende tidspunkt var blevet vurderet til 100 millioner kroner.

## Værdifuldt kunstværk
I 2009 besluttede byrådet at anvende cirka en million for at sikre kunstværket mod hærværk og tyveri ved hjælp af en underjordisk elevator, der hver aften sænker skulpturen ned under jorden, hvorefter den bliver dækket af en armeret glasplade. Det underjordiske beskyttelsesrum er oplyst, så det også er muligt at se skulpturen om natten. For at sikre den yderligere fik skulpturen implementeret en gps-chip, som gør det muligt at spore den over hele verden.
Efter at en Giacometti-skulptur i februar 2010 blev solgt på auktion for mere end 500 millioner, opstod der diskussioner i byen om, hvorvidt Maren burde sælges for at få et tiltrængt bidrag til kommunens økonomi. I 2011 kunne byens borgmester H.C. Østerby dog afvise enhver spekulation om et salg, da Maren ifølge borgmesteren er kommunens kronjuvel og symbolet på alt det, der er lykkedes i Holstebro.

## Marens vennerogMarens riddere
Marens popularitet blandt befolkningen har været stigende siden præsentationen i 1966. I juni 2009 blev lauget Marens Venner stiftet, der bl.a. fejrer mærkedagene 10. marts (datoen for offentliggørelsen) og 19. juni (datoen for placeringen foran Det Gamle Rådhus). I 2009 blev der udskrevet en konkurrence med henblik på at få skrevet en hymne, der ved særlige lejligheder bliver spillet af Holstebro Kirkes klokkespil. I sommerperioden går der kulturvægtere rundt i byen og fortæller om byens historie og kulturen i Holstebro. Vægterne bliver kaldt Marens riddere og slutter hver aften på torvet ved Det Gamle Rådhus, når Maren bliver sænket ned i sit underjordiske nattelogi. Selvom Giacomettiskulpturen Pegende mand blev solgt på auktion i 2015 for en rekordsum på 950 millioner kroner, så er de fleste borgere i Holstebro ikke interesseret i at sætte Maren til salg, selvom der dog fortsat er kritiske røster der mener, at skulpturens kunstneriske værdi ikke er noget særligt, og at man i stedet burde anvende pengene, som et salg kunne indbringe, på at drive skoler og biblioteker.